# New Harmony (Indiana)
New Harmony és una població dels Estats Units situada a l'estat d'Indiana. Segons el cens del 2000 tenia 916 habitants.

## Història

### Assentament Harmonista (1814-1824)
El poble d'Harmony, fundat per la societat de l'Harmonia l'any 1814, sota la direcció de l'immigrant alemany George Rapp (en realitat, Johann Georg Rapp), va ser la segona de les tres ciutats construïdes pel pietista, grup comunal religiós alemany, conegut com a Harmonists, Harmonites o Rappites. Els Harmonistes es van establir al territori d'Indiana després de sortir d'Harmony, Pennsilvània, on l'expansió a l'oest, d'una banda, i l'augment de la població de la zona, les gelosies dels veïns i l'augment de costos per la terra, per l'altra, posaven en perill el desig de la Societat de mantenir-se aïllats.
L'abril del 1814 George Rapp, John L. Baker i Ludwick Shirver (Ludwig Schreiber) van viatjar a l'oest a la recerca d'una nova ubicació per a la seva congregació, que tingués un sòl fèrtil i disposés d'un accés a una via navegable. El 10 de maig, els homes havien trobat terrenys adequats al llarg del riu Wabash al territori d'Indiana i havien efectuat una compra inicial d'aproximadament 28 km². El mes de maig Rapp va escriure el següent: «El lloc es troba a 25 km de la desembocadura del Wabash, i a 12 milles del lloc on l'Ohio fa la seva primera corba abans d'arribar a la boca del riu. La ciutat es troba a un 1/4 de milla del riu per sobre el canal en una plana tan anivellada com el terra d'una habitació, potser una quarta part bona milla del turó fóra apte per a una vinya.» Tot i que Rapp va expressar la seva preocupació pel fet que la ubicació de la ciutat no tenia un abastament d'aigua, la zona ofereix una oportunitat per a l'expansió i l'accés als mercats a través dels rius propers, fet que comenta més endavant: «En resum, el lloc disposa de tots els avantatges que es podrien desitjar, si una màquina de vapor, per la seva banda, subministra tot allò que falta.»
Els primers Harmonistes van deixar Pennsylvania el juny del 1814, i van viatjar en barcassa a la seva nova terra al territori d'Indiana. Al maig de 1815, l'últim dels Harmonistes que s'havien quedat enrere, fins a la venda de la seva ciutat a Pennsilvània, va partir cap a la seva nova ciutat al llarg del riu Wabash. El 1816, el mateix any en què va esdevenir un estat d'Indiana, els Harmonistes van adquirir 81 km² de terra, van construir 160 habitatges i altres edificis, i van adquirir 8,1 km² per a la seva nova ciutat. El nou acord també va començar a atraure els nouvinguts, inclosos els emigrants d'Alemanya, com els membres de la congregació de Rapp de Wurttemberg, molts dels quals esperaven que els Harmonistes paguessin el seu passatge als Estats Units. No obstant això, els nouvinguts eren més aviat un destorb que no pas un avantatge. El 20 de març del 1819, Rapp va comentar: «És sorprenent com arriben a pertorbar les persones que han arribat aquí, perquè no tenen moral i no saben què significa viure una vida moral i de bones maneres, per no parlar del veritable cristianisme, de negar el món, i a tu mateix.»
Els visitants d'Harmony van comentar el treball comercial i industrial que es realitzava en aquest establiment religiós al llarg del riu Wabash: «Semblava com si em trobés enmig d'Alemanya», va assenyalar un dels visitants. El 1819 la ciutat tenia una llana de vapor que funciona amb el cardat i filat de fàbrica, una batedora de cavalls i tracció humana, una fàbrica de cervesa, destil·leria, vinyes i un celler. «La propietat inclou una ciutat ordenada, amb una plaça amb una església, escola, botiga, habitatges per als residents, i els carrers per crear la ciutat més bella d'Amèrica occidental, perquè tot es basa en la simetria més perfecta». Altres visitants no en quedaven tan impressionats: «El treball dur i feixuc i haver de viure'n del sou, sembla la sort que tots pateixen, excepte la família de Rapp, que viu en una casa gran i bonica de maó, mentre que la resta habita en petites cabanes de fusta». És díficil de concebre com una població tan nombrosa es va mantenir en silenci i sota una servitud tan absoluta. Quant a les dones «Crec que fan més feina al camp que els homes, ja que un gran nombre d'homes es dediquen a les diferents branques de les manufactures». El cens del fabricant de 1820 va informar que es van emprar 75 homes, 12 dones i 30 nens, encara que no se'ls paga pel seu treball, en les adoberies de la Societat, molins de serra i del gra, i els molins de llana i cotó. Les manufactures inclouen cotó, franel·la, llana, tela, filats, teixits de punt, articles d'estany, cable, cervesa, brandi de préssec, whisky, vi, carros, carretes, arades, farina, carn de res, carn de porc, mantega, cuir i productes de cuir.
Tot i que la comunitat Harmonista a continuar prosperant durant la dècada del 1820, la correspondència del 6 de març del 1824 entre Rapp i el seu fill adoptiu, Frederick, indica que els Harmonistes planejaven vendre la seva propietat d'Indiana i ja estaven buscant una nova ubicació. Al maig, una dècada després de la seva arribada a Indiana, els Harmonistes volien comprar terra al llarg del riu Ohio, a divuit milles Pittsburgh, Pennsilvània, i estaven fent acords per anunciar la venda de la seva propietat a Indiana. La mesura, encara que es va fer principalment per raons religioses, va proporcionar als Harmonistes un fàcil accés als mercats de l'est i un lloc on poguessin viure més pacíficament amb altres persones que compartissin la llengua i cultura alemanyes. El 24 de maig del 1824, un grup d'Harmonistes va abordar un vaixell de vapor i va partir cap a Indiana, amb destinació a Pennsylvania, on van fundar la comunitat d'Economia, que ara es diu Ambridge. El maig del 1825 els últims Harmonistes van deixar Indiana després de la venda dels seus 81 km² de propietat, que incloïa els terrenys i edificis, a Robert Owen per 150.000 dòlars. Owen esperava establir una nova comunitat a la frontera d'Indiana, que servís com a comunitat model de vida comunitària i de reforma social.

### Comunitat Owenista (1825-1827)
Owen era un industrial ric i reformista social que va fer la seva fortuna gràcies a les fàbriques de tèxtils de New Lanark, Escòcia. Owen i el seu fill de vint anys, William, va navegar cap als Estats Units el 1824 per comprar un terreny per posar en pràctica la visió d'Owen com «un nou món moral de felicitat, il·luminació i prosperitat per mitjà de l'educació, la ciència, la tecnologia i la vida comunal». La comunitat utòpica d'Owen volia crear un «entorn social superior, intel·lectual i físic», basat en els seus ideals de reforma social. La ciutat que ja havien construït els Harmonistes a Indiana podia adaptar-se a les necessitats d'Owen. El gener del 1825 es va signar l'acord de compra de la ciutat, li va canviar el nom a New Harmony, i va convidar a tothom per reunir-se amb ell allà. Mentre que molts dels nouvinguts de la ciutat tenien un interès sincer, fet que era un èxit, l'experiment també va atreure «sonats, lliure-carregadors i aventurers, la presència dels quals a la ciutat fa poc probable l'èxit». William Owen, que va estar a New Harmony mentre que el seu pare va tornar a l'est per reclutar nous residents, també va expressar la seva preocupació en el seu diari, el 24 de març del 1825: «Dubto que les persones que han estat a gust i contents en el seu antic mode de vida es trobin amb un augment de gaudi quan venen aquí. Quant de temps serà necessari per acostumar-se a la seva nova manera de vida, no estic en condicions de determinar-ho.»
Quan Robert Owen va tornar a New Harmony l'abril de 1825, es va trobar 700-800 habitants i una situació caòtica, molt necessitada de lideratge. Al maig del 1825 la comunitat havia adoptat la Constitució de la Societat preliminar, que vagament es va referir a les seves expectatives i al govern. Segons la Constitució preliminar, els membres proporcionaven els seus propis articles per a la llar i havien d'invertir el seu capital en participació d'una empresa que promogués la independència i la igualtat social. Els membres que prestessin serveis a la comunitat, a canvi rebrien crèdit a la botiga del poble, però als que no volien treballar podien comprar crèdit a la botiga amb pagaments en efectiu per avançat. A més, la ciutat es regia per un comitè de quatre membres elegits per Owen i la comunitat, i es triarien tres membres addicionals. Al juny, Owen va deixar William a New Harmony, mentre que ell va viatjar a l'est per continuar la promoció del seu model de comunitat i va tornar a Escòcia, on va vendre els seus interessos a fàbriques tèxtils Nou Lanark i va aconseguir suport financer per a la seva dona i les seves dues filles, que van optar per romandre a Escòcia. Quatre fills d'Owen, Robert, William, David i Richard, i una filla, Jane Dale, més tard es van establir a Nova Harmony.
Mentre que Owen era fora reclutant nous residents de New Harmony, una sèrie de factors van portar a una ruptura primerenca de la comunitat socialista que ja havia començat. Els membres es van queixar de la falta d'equitat en els crèdits entre els treballadors i els no treballadors. A més, la ciutat aviat va esdevenir un caos, mancada d'habitatge suficient, i els habitants eren incapaços de produir prou béns per ser autosuficients, tot i que encara tenien «grans esperances per al futur». A diferència de la solució Harmonista anterior, la comunitat Owenista no es basava en la fe compartida religiosa i en un líder espiritual fort. Owen va estar només uns mesos a la residència de New Harmony, on l'escassetat d'artesans i obrers, juntament amb una supervisió inadequada i sense experiència i maneig, van contribuir al seu fracàs final.
Malgrat les deficiències de la comunitat, Owen va ser un promotor apassionat de la seva visió de New Harmony. Durant la seva visita a Philadelphia, Owen es va reunir amb Madame Marie Louise i Duclos Fretageot, un educador Pestallozian, i els va convèncer per unir-se a ell a Indiana. Maclure va esdevenir soci financer d'Owen. El 26 de gener de 1826, Fretegeot, Maclure, i alguns dels seus col·legues, incloent-hi a Thomas Say, Neef Josef, Lesueur Charles-Alexandre, i altres s'embarquen a bord del filantrop quilla (també anomenat el carregament de Coneixement), per arribar a New Harmony i ajudar a Owen a establir el seu nou experiment en socialisme.
El 5 de febrer del 1826 la ciutat va adoptar una nova constitució, la Comunitat New Harmony de la Igualtat, que tenia l'objectiu d'aconseguir la felicitat basada en els principis d'igualtat de drets. La cooperació, la propietat col·lectiva, el benefici econòmic, la llibertat d'expressió i d'acció, l'amabilitat i la cortesia, l'ordre, la preservació de la salut, l'adquisició de coneixements, i l'obediència a les lleis del país,van ser inclosos com a part de la constitució. Encara que la Constitució contenia ideals dignes, aquests no abordaven clarament com la comunitat podria funcionar i mai no es va establir completament.
L'individualista anarquista Josiah Warren, que va ser un dels primers participants en la Societat de New Harmony, va afirmar que la comunitat estava condemnada al fracàs a causa de la manca de sobirania individual i la propietat privada. Va escriure sobre la comunitat: «Semblava que la diferència d'opinions, gustos i propòsits augmentés en la mateixa proporció a la demanda de conformitat. Van transcórrer dos anys d'aquesta manera, al final dels quals, crec que no més de tres persones tenien la menor esperança d'èxit. La majoria dels experimentadors van abandonar totes les reformes, i el conservadorisme es va veure confirmat. Havíem intentat totes les formes imaginables d'organització i govern. Vam tenir un món en miniatura - ...havíem engegat una revolució francesa, amb cossos desesperats enlloc de cadàvers com a resultat... Semblava que el dret inherent de la naturalesa a la diversitat ens havia conquerit ... Els nostres "interessos" col·lectius entraven directament amb conflicte amb els interessos individuals de les persones i de les circumstàncies i l'instint de la mateixa conservació... i era evident que només en proporció al contacte de les persones o interessos, de manera que les concessions i els compromisos són imprescindibles.» (Carta periòdica II, 1856).
Robert Dale Owen deia que en l'experiment va fracassar el socialisme i que la gent de New Harmony són "una col·lecció heterogènia de radicals, devots entusiastes al principi, latitudinaris honestos, i teòrics mandrosos, amb uns quants estafadors sense escrúpols".
El 1826, uns grups dissidents descontents amb els esforços de la comunitat en general, es va separar del grup principal i va provocar una reorganització. El treball de New Harmony va ser dividit en sis departaments, cadascun amb el seu propi superintendent. Aquests departaments inclouen l'agricultura, la manufactura, l'economia domèstica, l'economia en general, el comerç i la literatura, la ciència i l'educació. Un consell de govern incloïa els sis superintendents i un secretari elegit. Malgrat la nova organització i constitució, els membres van continuar sortint de la ciutat. Al març de 1827, després de diversos intents de reorganització, l'experiment utòpic havia fracassat.
La comunitat en general només va durar fins al 1827, any en què es van formar comunitats més petites, fet que va portar a la subdivisió fins a arribar a l'individualisme, que va reemplaçar el socialisme el 1828. New Harmony va ser dissolta el 1829 a causa de les baralles constants, i les parcel·les de terres i béns van ser retornats al seu ús privat. Per dissoldre la comunitat, Owen es va gastar 200.000 dòlars dels seus propis fons per comprar una propietat nova i pagar els deutes de la comunitat. Els seus fills, Robert i William Dale, van renunciar a les seves accions de les fàbriques New Lanark a canvi d'accions de New Harmony. Més tard, Owen "transmet tota la propietat New Harmony als seus fills a canvi d'una renda anual de 1.500 dòlars per a la resta de la seva vida." Owen va marxar de New Harmony el juny de 1827 i es va centrar a fer altres coses. Va morir el 1858.

## Demografia
Segons el cens del 2000, New Harmony tenia 916 habitants, 382 habitatges, i 228 famílies. La densitat de població era de 552,6 habitants/km².
Dels 382 habitatges, en un 27% hi vivien joves menors de 18 anys, en un 46,9% vivien parelles casades, en un 9,9% dones solteres, i un 40,1% no eren unitats familiars. En el 38% dels habitatges vivien persones soles, el 21,2% de les quals corresponia a persones de 65 anys o més que vivien soles. El nombre mitjà de persones que vivia en cada habitatge era de 2,12 i el nombre mitjà de persones que vivien en cada família era de 2,8.
Per edats, la població es repartia de la següent manera: un 20,3% tenia menys de 18 anys, un 4,5% entre 18 i 24, un 21,2% entre 25 i 44, un 24,7% de 45 a 60, i un 29,4% 65 anys o més.
L'edat mitjana era de 47 anys. Per cada 100 dones de 18 o més anys hi havia 71,4 homes.
La renda mitjana per habitatge era de 28.182 dòlars i la renda mitjana per família era de 40.865 dòlars. Els homes tenien una renda mitjana de 39.250 dòlars mentre que la de les dones se situava en 21.607 dòlars. La renda per capita de la població era de 17.349 dòlars. Al voltant del 12,2% de les famílies i el 12,4% de la població estaven per sota del llindar de pobresa.

## Poblacions properes
El següent diagrama mostra les poblacions més properes.